# Ortuella
Ortuella és un municipi de la província de Biscaia, País Basc, pertanyent a la comarca de Gran Bilbao.
L'actual configuració del municipi es remunta a 1901 quan es va segregar del Concejo de Santurtzi, passant a denominar-se Santurtzi-Ortuella, en contraposició a Santurtzi Antic (avui Santurtzi). Aquesta segregació va venir motivada per l'augment de població a causa de l'auge miner de finals del segle xix, sent el barri d'Ortuella el de major població del Concejo de Santurtzi.
El 23 d'octubre de 1980 una explosió de gas propà va matar 50 nens de 5 i 6 anys, dos professors i la cuinera al col·legi públic de la vila.
En la dècada dels 1980, el nom del municipi perd definitivament el terme "Santurtzi", quedant senzillament "Ortuella", que era la denominació habitual que empraven els seus conveïns. Això es va fer mitjançant la resolució del 27 de març de 1981 de la Viceconselleria d'Administració Local, publicada en el BOPB del 29 de maig del mateix any.
El Patró d'Ortuella és Sant Fèlix de Cantalicio (18 de maig), en honor de qui es va fer l'església més gran del municipi. Ortuella es troba en la comarca del Marge Esquerre de la ria de Bilbao (desembocadura del riu Nerbion), en la Zona Minera i dista uns 14 km de la capital de província (Bilbao). Entre els seus barris més rellevants figuren els tradicionals de Urioste i Nocedal (existents molt abans del naixement d'Ortuella); La Ralera i Cadegal, de l'època inicial de les explotacions mineres; Otxartaga, Gorbea (inicialment Félix Basozabal) i altres més recents, com Mendi-Alde i Ganguren.

## Persones il·lustres
- Juan Antonio Ipiña: jugador internacional de futbol.
- José Cosme Arechavaleta y Balparda, el savi d'Urioste, botànic i zoòleg que va viure a Uruguai.
- Andoni Rodriguez Mugika:
- José Díez Calleja (1962): jugador internacional de futbol.